# Бад-Кольберг-Гельдбург
Бад-Кольберг-Гельдбург (нім. Bad Colberg-Heldburg) — місто в Німеччині, розташоване в землі Тюрингія. Входить до складу району Гільдбурггаузен. Складова частина об'єднання громад Гельдбургер-Унтерланд.
Площа — 53,38 км2. Населення становить Невірний параметр metadata 16 069 002 ос. (станом на 31 грудня 2021).

## Галерея

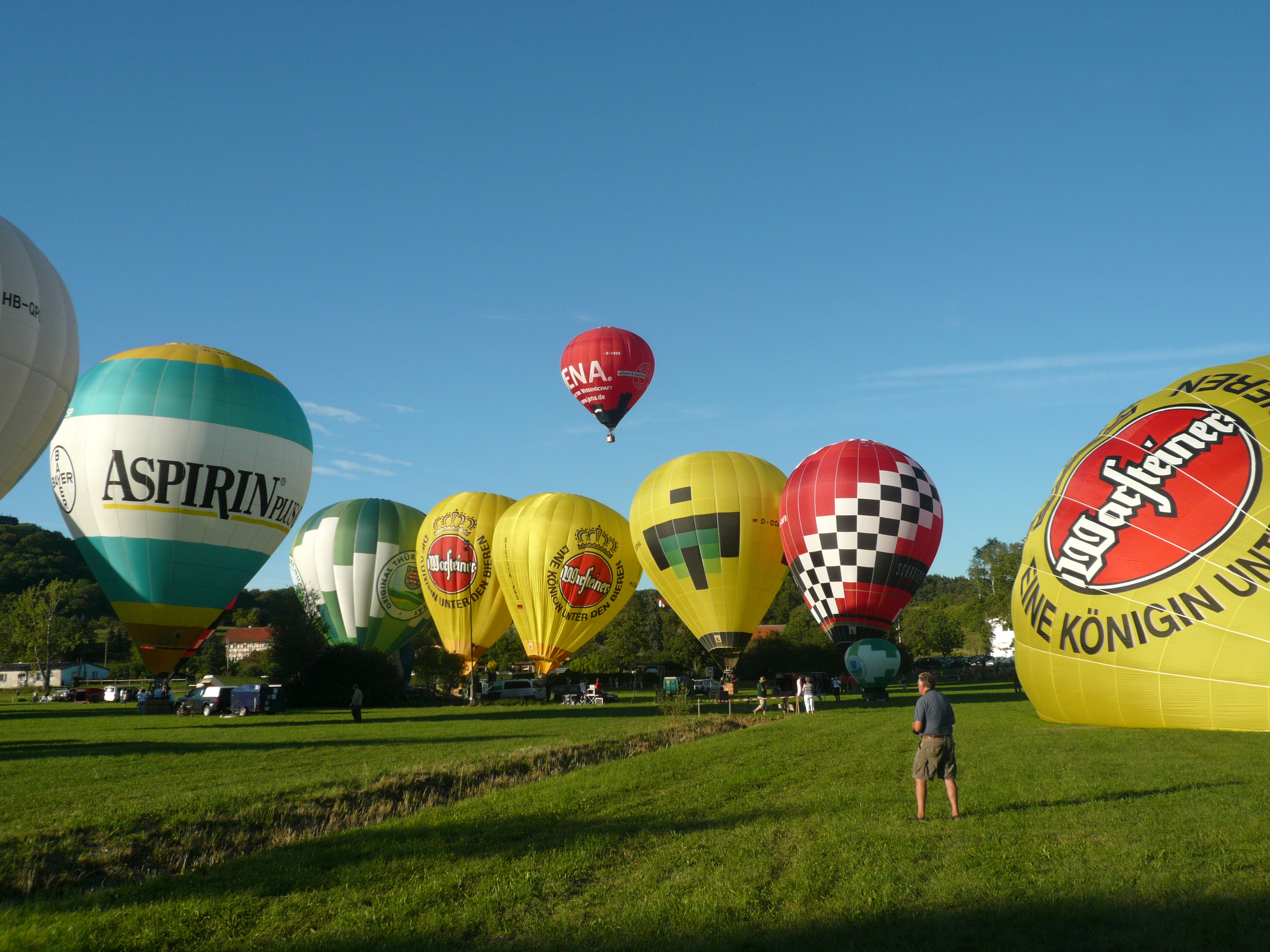